# Henk Raak
Henk Raak (Hollandscheveld, 21 juli 1920 - Overveen, 6 juni 1944) was een Nederlandse verzetsstrijder tijdens de Tweede Wereldoorlog.
Hendrik Raak, roepnaam Henk, was loketbeambte in het hoofdpostkantoor aan de Hoofdstraat in Hoogeveen en woonde bij zijn ouders in Hollandscheveld. Hij begon zijn verzetsactiviteiten door onderduikers van adressen te voorzien, maar pleegde later ook overvallen en deed divers ander verzetswerk. Zijn zus was Jannie Raak, die als koerierster werkte. Zij was verloofd met de verzetsstrijder Jan Naber.
Op 17 februari 1944 pleegde Raak samen met Jan Naber en Albert Rozeman om vijf uur in de ochtend een overval op het hoofdpostkantoor in de Hoofdstraat van Hoogeveen. Hierbij werden 13.000 distributiekaarten buitgemaakt, waardoor er vele onderduikers van eten konden worden voorzien.
Omdat hij werkte waar de overval was gepleegd werd hij, omdat hij verdacht werd de tipgever te zijn, diezelfde dag nog gearresteerd door de Sicherheitsdienst (SD). Hij hield vol dat hij niet met de overval te maken had gehad en werd na drie weken detentie in het huis van bewaring in Assen weer vrijgelaten. Toen Albert Rozeman gearresteerd werd en na martelingen zijn naam noemde, werd Raak in de nacht van 20 op 21 maart gearresteerd door de SD, die eigenlijk op zoek waren naar zijn zus Jannie Raak, maar enkel hem aantroffen. Hij werd gemarteld en bekende, waarop hij door het Polizeigericht in Kamp Vught ter dood werd veroordeeld. Uiteindelijk vond de executie plaats in de duinen bij Overveen. Na de oorlog werden zijn stoffelijke resten daar opgegraven en geïdentificeerd en werd hij herbegraven op de erebegraafplaats te Bloemendaal in vak 23.